# Stadio Benito Stirpe
Stadio Benito Stirpe, znany również jako Stadio Casaleno – stadion piłkarski znajdujący się w mieście Frosinone (Lacjum) we Włoszech. W chwili obecnej stadion w większości wykorzystywany jako domowy obiekt klubu piłkarskiego Frosinone Calcio, występującego w rozgrywkach Serie A lub Serie B.
Obiekt został zaprojektowany w połowie lat 70. XX wieku i zbudowany w drugiej połowie lat 80. Stadion pozostawał niedokończony przez około trzydzieści lat. Stadion przeszedł rekonstrukcję w latach 2015–2017 z inicjatywy miejscowej drużyny piłkarskiej Frosinone Calcio, która wydzierżawiła stadion od samorządu lokalnego na 90 lat w celu wymiany starego stadionu miejskiego.
Pojemność stadionu wynosi 16 227 miejsca, jest to największy stadion w prowincji i trzeci w Lacjum.
Jest nazwany imieniem Benito Stirpe, przedsiębiorcy i prezesa Frosinone Calcio w latach 60. XX wieku oraz ojca Maurizio, jego następcy na czele klubu.
Właścicielem i zarządcą obiektu była do 2016 gmina Frosinone, a obecnie Frosinone Calcio S.p.A.